# Station Leval
Station Leval is een spoorwegstation langs spoorlijn 108 (Erquelinnes - Mariemont) in Leval, een deelgemeente van de stad Binche. Het is nu een stopplaats. Men kan er kosteloos parkeren en er is een gratis fietsstalling.

## Treindienst
| Serie       | Treinsoort          | Route                                                                                      | Bijzonderheden                                    |
| ----------- | ------------------- | ------------------------------------------------------------------------------------------ | ------------------------------------------------- |
| IC 11       | Intercity (NMBS)    | Binche – Leval – La Louvière-Centrum – Brussel-Zuid – Schaarbeek [ – Mechelen – Turnhout ] | Rijdt in het weekend tussen Binche en Schaarbeek. |
| P 7740/8740 | Piekuurtrein (NMBS) | Binche – Leval – La Louvière-Centrum – Brussel-Zuid – Schaarbeek                           | Rijdt alleen op werkdagen.                        |

## Galerij

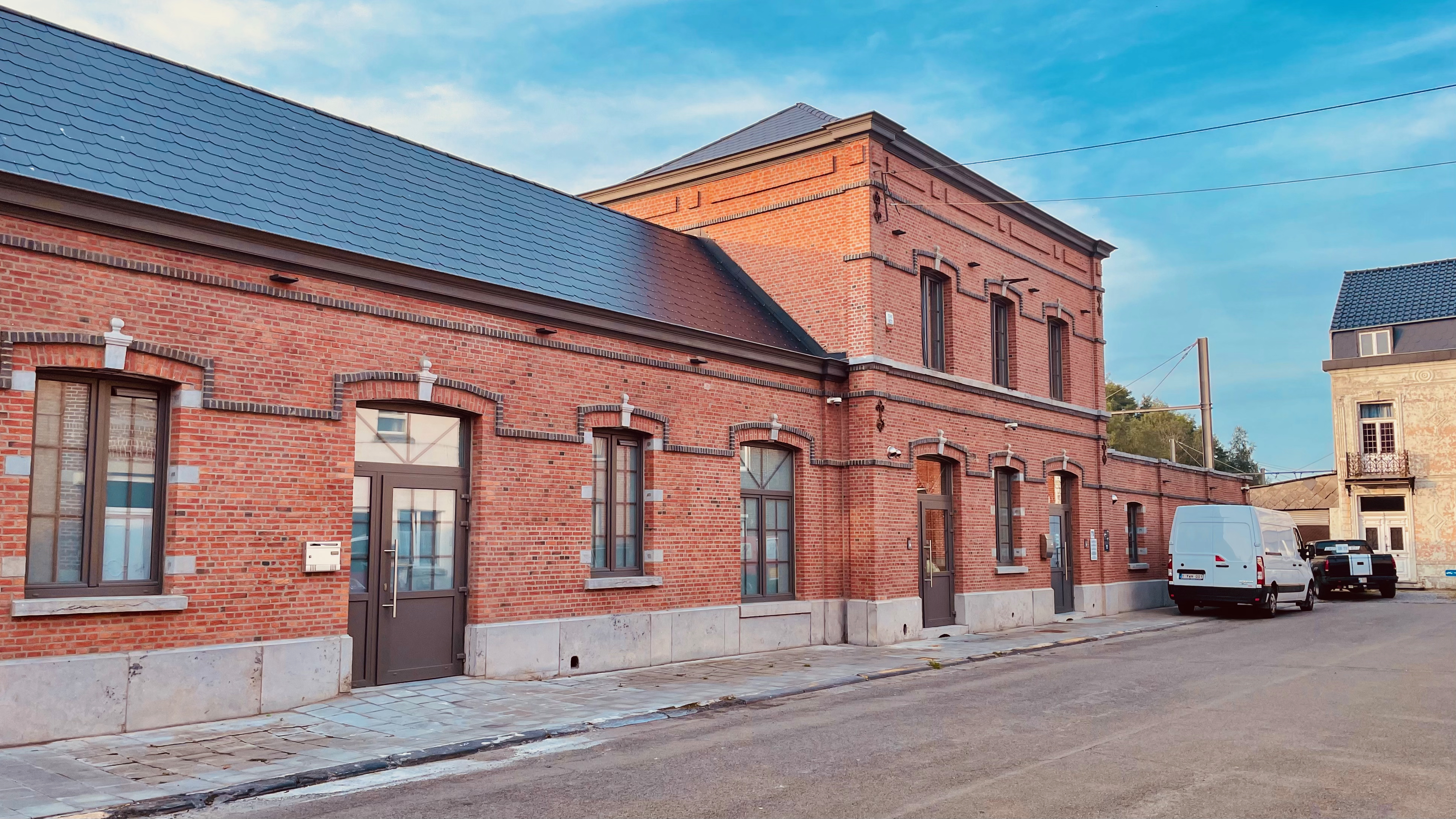
Stationsgebouw
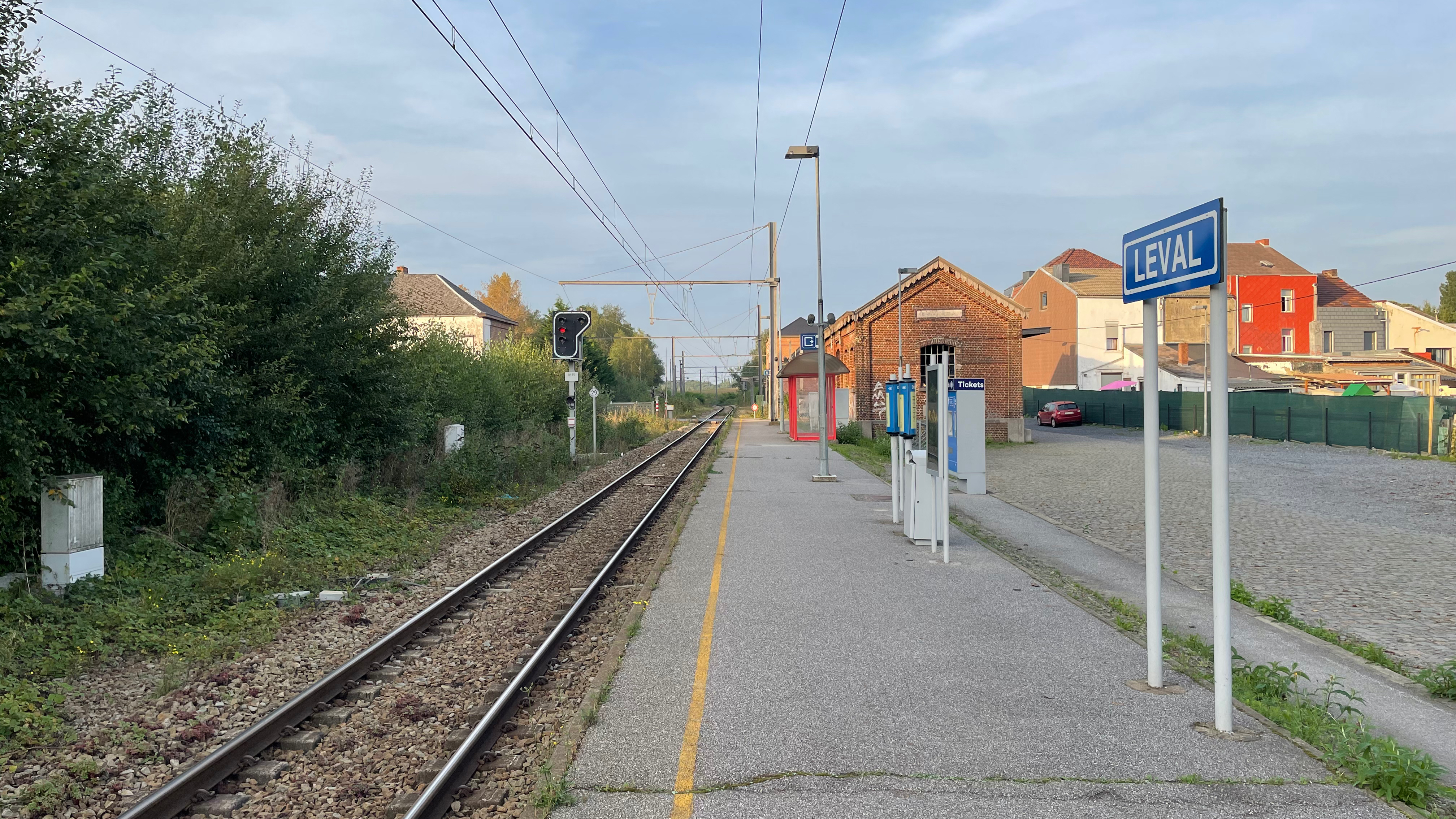
Zicht op het perron
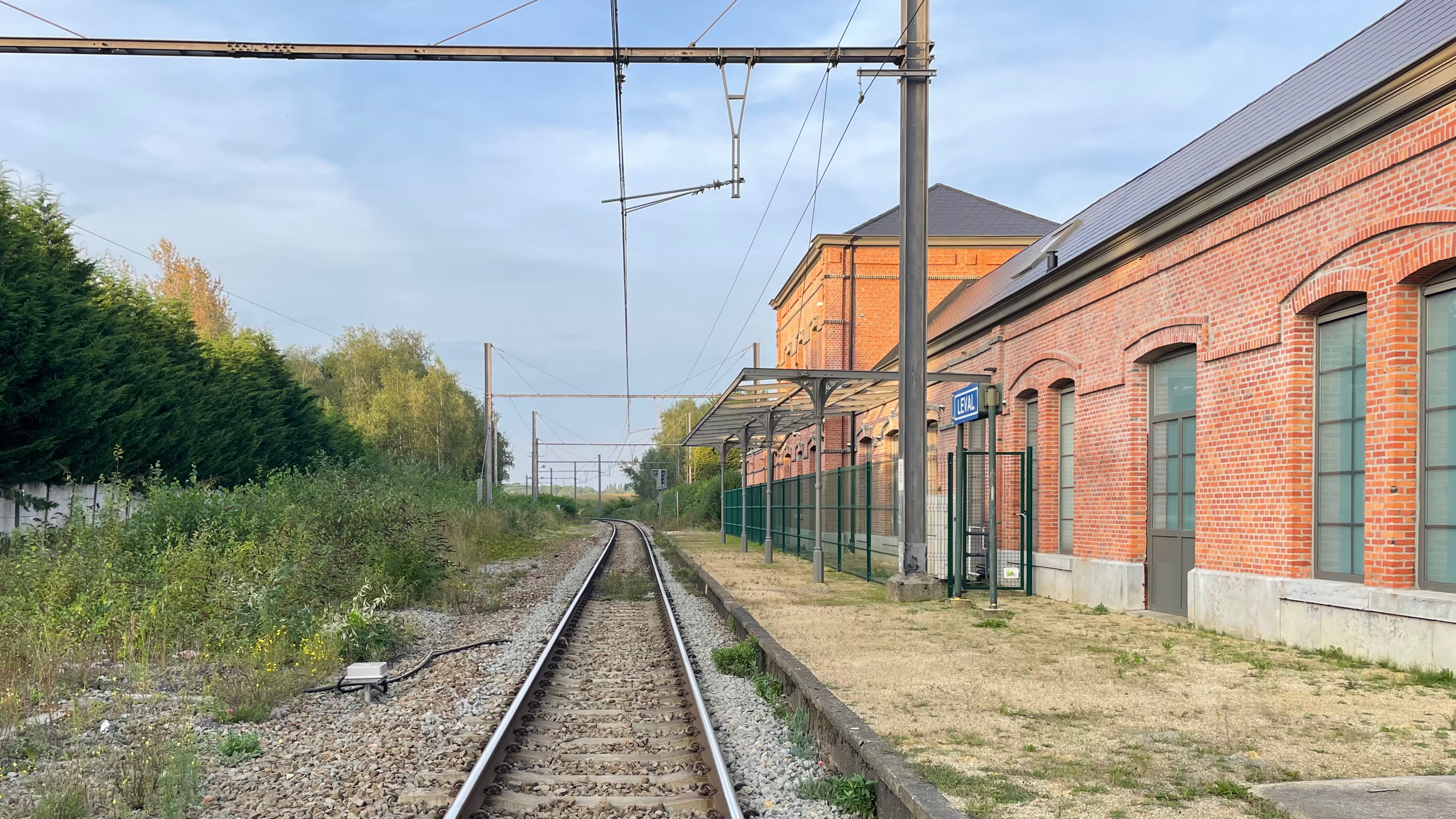
Zicht op het spoor

## Reizigerstellingen
De grafiek en tabel geven het gemiddeld aantal instappende reizigers weer op een week-, zater- en zondag.
| Tabel: aantal instappende reizigers station Leval | Tabel: aantal instappende reizigers station Leval | Tabel: aantal instappende reizigers station Leval | Tabel: aantal instappende reizigers station Leval |
|                                                   | Weekdag                                           | Zaterdag                                          | Zondag                                            |
| ------------------------------------------------- | ------------------------------------------------- | ------------------------------------------------- | ------------------------------------------------- |
| 1977                                              | 306                                               | 83                                                | 61                                                |
| 1978                                              | 271                                               | 89                                                | 48                                                |
| 1979                                              | 249                                               | 59                                                | 44                                                |
| 1980                                              | 246                                               | 62                                                | 54                                                |
| 1981                                              | 269                                               | 59                                                | 50                                                |
| 1982                                              | 243                                               | 29                                                | 26                                                |
| 1983                                              | 264                                               | 81                                                | 71                                                |
| 1984                                              | 321                                               | 102                                               | 90                                                |
| 1985                                              | 300                                               | 120                                               | 96                                                |
| 1986                                              | 284                                               | 100                                               | 82                                                |
| 1987                                              | 269                                               | 81                                                | 127                                               |
| 1988                                              | 270                                               | 78                                                | 87                                                |
| 1989                                              | 287                                               | 86                                                | 80                                                |
| 1990                                              | 302                                               | 83                                                | 89                                                |
| 1991                                              | 245                                               | 58                                                | 62                                                |
| 1992                                              | 219                                               | 77                                                | 68                                                |
| 1993                                              | 133                                               | 55                                                | 41                                                |
| 1994                                              | 129                                               | 42                                                | 40                                                |
| 1995                                              | 112                                               | 29                                                | 29                                                |
| 1996                                              | 191                                               | 41                                                | 42                                                |
| 1997                                              | 144                                               | 30                                                | 26                                                |
| 1998                                              | 141                                               | 37                                                | 38                                                |
| 1999                                              | 109                                               | 38                                                | 22                                                |
| 2000                                              | 138                                               | 46                                                | 38                                                |
| 2001                                              | 155                                               | 44                                                | 23                                                |
| 2002                                              | 154                                               | 52                                                | 38                                                |
| 2003                                              | 149                                               | 42                                                | 28                                                |
| 2004                                              | 197                                               | 68                                                | 34                                                |
| 2005                                              | 169                                               | 55                                                | 52                                                |
| 2006                                              | 202                                               | 54                                                | 50                                                |
| 2007                                              | 210                                               | 58                                                | 52                                                |
| 2008                                              | -                                                 | -                                                 | -                                                 |
| 2009                                              | 157                                               | 42                                                | 37                                                |
| 2010                                              | -                                                 | -                                                 | -                                                 |
| 2011                                              | -                                                 | -                                                 | -                                                 |
| 2012                                              | 208                                               | 39                                                | 55                                                |
| 2013                                              | 265                                               | 48                                                | 31                                                |
| 2014                                              | 204                                               | 61                                                | 53                                                |
| 2015                                              | 183                                               | 58                                                | 45                                                |
| 2016                                              | 219                                               | 54                                                | 312                                               |
| 2017                                              | 161                                               | 33                                                | 46                                                |
| 2018                                              | 160                                               | 35                                                | 37                                                |
| 2019                                              | 138                                               | 47                                                | 33                                                |
| 2020                                              | 79                                                | 31                                                | 31                                                |
| 2021                                              | -                                                 | -                                                 | -                                                 |
| 2022                                              | 99                                                | 47                                                | 52                                                |
| 2023                                              | 134                                               | 74                                                | 70                                                |
| 2024                                              | 116                                               | 69                                                | 60                                                |

1,0: Hayettes ·
2,8: Cronfestu ·
4,0: Leval ·
6,9: Ressaix ·
7,7: Binche ·
11,8: Bonne-Espérance ·
14,2: Fauroeulx ·
16,5: Peissant ·
18,4: Grand-Reng ·
22,7: Erquelinnes